# Hugo de Tours
Hugo de Tours (* circa 780; † 20 de octubre de 837, enterrado en Monza), llamado timidus, miembro de la línea de los Liutfriden, una rama de la familia noble de los Eticónidas, y por lo tanto, tataranieto del duque de Alsacia Eticho (qui erat de stirpe cuiusdam ducis nomine Etih).
Hugo era conde de Tours (comes Toronicus), probablemente también conde de Sens (comes Senonum), y por lo tanto estaba en posesión de dos de los condados más importantes del Imperio Franco. Además, probable Vogt del convento de St-Julien-d'Auxerre.

## Orígenes
Hugo pertenecía a la más alta aristocracia franca, es lo que indican varios autores del tiempo carolingio, cuando hablan de él o de sus hijos: es «muy noble», según Notker Balbulus.
Según declaraciones de Erico de Auxerre, su hija Adelais, «gloriosa de los títulos de un ilustre nacimiento, tenía una dignidad muy majestuosa que no era inferior al resplandor de su raza». En cuanto a otra hija que se llamaba Ermengardis, los Annales Xantenses la llaman muy noble y Rabanus Maurus así como el poeta irlandés Sedulius Scottus elogian su noble origen, el último con los siguientes versos:«Ermengardis es un retoño de nobles, flor y ornamento de sus antepasados, su árbol genealógico es generoso». En cuanto a su hijo Liutfrid, es llamado «grande de gran origen» por el mismo poeta.
Ciertamente en Erico de Auxerre y en los poetas una adulación interesada no era extraña a los epítetos otorgados, pero un hombre que alimentaba una viva antipatía respecto a Hugo, a saber Thegan, corobispo de Tréveris, describe también la ascendencia del personaje y proporciona por otro lado la precisión que era de la cepa de un cierto duque llamado Etih. En la historia franca, se conoce solo a un duque de ese nombre, Eticho/Adalricus; por otra parte está probado que Hugo tenía lazos con la provincia de Alsacia.
Si Hugo descendía de Adalricus por los hombres o las mujeres es algo que los genealogistas han pretendido saber; pero de hecho no se sabe, y autores como Christian Wilsdorf utilizan la denominación tradicional «Eticónida» solamente en el sentido «descendiente de Adalricus» y no en el sentido «descendiente masculino de Adalricus».
La conexión de Hugo con la descendencia conocida del duque Adalricus/Eticho; más precisamente, con la cuarta quizá quinta generación de Eticónidas no ha sido probada de manera segura. De hecho, el nombre de su padre es totalmente desconocido.
Franz Vollmer, autor de una historia genealógica de los Eticónidas, propone un origen diferente al momento de vincular al conde Hugo de Tours con la estirpe del duque Eticho:
En la tercera generación después de Eticho aparecen cuatro hermanos, hijos de Albericus: Hugbert, Eberhard, Horbert y Thetibald. De ellos, Thetibald sería el mismo que Theotbaldus, abad de Ebersmünster quien, el 5 de mayo de 803, dona bienes a la abadía de Fulda. El acta de donación nos deja saber que este Theotbaldus tenía un sobrino de nombre Hugo (nepote meo Hugone), probablemente un hijo de uno de los hermanos de Thetibald, por lo tanto Hugbert, Eberhard u Horbert.
La denominación nepos quizá sea incluso más vasta; luego un origen de Hugo a considerar sería a partir de Haicho II, el nieto de Eticho/Haicho o Hugo III, el hijo de Bleonus.
En todo caso, este Hugo de 803 es el único miembro identificado de manera segura de la familia de los Eticónidas de la cuarta, eventualmente quinta generación siguiente a Adalricus/Eticho.
Bajo Carlomagno se da un Hugo princeps Burgundionum; que habría tenido una Bertha por mujer. Según Vollmer, podría ser Hugbert, el hijo de Albericus y hermano de Thetibald. Si se permite esta ecuación Hugo-Hugbert, tendríamos un testimonio del más alto rango político de un miembro de la cuarta generación Eticónida, y la posición extraordinaria de Hugo de Tours en la corte carolingia no sorprendería. Dado que Hugbert y Thetibald eran hermanos, Vollmer identifica a Hugo de Tours quien es atestiguado de manera segura en 811, eventualmente desde 807, con el nepos de Thetibald de 803. Si se presupone cierta juventud del nepos Hugo de 803, no se podría oponer una objeción puramente temporal contra un enlace con el conde Hugo de Tours muerto en 837. 
La probalibilidad de exactitud de este ensayo de vinculación aumenta por el hecho de que alguien llamado Etih, que fuera el primer testigo laico ante el conde Hugo de Tours de un intercambio de bienes en Alsacia en 820, podría ser Eticho/Haicho (II).
En 806 se da bajo Carlomagno un Ebrehardus/Everardus como camerarius imperial que podría ser también un miembro de la generación Eticónida. De hecho, un hijo de Albericus se llama Eberhard. Si esta ecuación fuera correcta, entonces estaría atestiguado un tío de Hugo de Tours ocupando una alta oficina imperial bajo Carlomagno. Diferentes miembros de la familia parecen haberse lucido ya alrededor del año 800 al servicio de Carlomagno, hasta que luego Hugo de Tours se volviera favorito y suegro de un carolingio.
Christian Wilsdorf opina que sería efectivamente tentador identificar al abad Theotbaldus con Thetibald (se trata de dos formas diferentes de un mismo nombre) y de ver en Hugo, sobrino del abad, a Hugo de Tours que sería entonces el hijo de Hugbert, uno de los hermanos de Thetibald. Pero, a falta de prueba, esto es solo una hipótesis.

## Biografía
Seis décadas después de la desaparición del último duque de Alsacia, un Eticónida reaparece en escena a principios del siglo IX en la persona de Hugo, conde de Tours. Ocupará en adelante y hasta su muerte un lugar en el primer plano de la vida política del Imperio franco; este papel ya era reconocido por los historiadores de la época del reinado de Luis el Piadoso.
El autor Franz Vollmer identifica a este Hugo con el Hugo comes mencionado en un documento del 28 de abril 807, fechado en Aquisgrán, por el cual el emperador Carlomagno dona propiedades a la abadía de Prüm, una en Anjou (in pago Andegavino in loco qui dicitur Laniaco) y tres en Rennois (et in pago Rodonico in loca nuncupantes Stivale sive Caucina et in Turicas et in Villanova).
El conde de Tours forma parte de la embajada conducida por Haido, obispo de Basilea y abad de Reichenau, que Carlomagno envía en 811 al encuentro de  Nicéforo, emperador de Bizancio, para preparar la paz entre los dos imperios. Desde la coronación de Carlomagno como emperador, las relaciones con Bizancio eran el problema más delicado de la política exterior de la monarquía franca y la participación de Hugo en esta misión pone de manifiesto que gozaba entonces de la plena confianza del emperador. La embajada fue coronada con éxito y al año siguiente se ratificó solemnemente la Pax Nicephori en Aquisgrán. La crónica Annales Fuldenses también hace mención a este acontecimiento.
Muy arrogante (superbissimus) en público, Hugo era mucho menos orgulloso ante los suyos, según una historia recogida por Thegan: un día que, por una razón cualquiera, no se había atrevido a poner los pies fuera de una cerca, sus familiares entonaron una cancioncilla donde se le trataba como el hombre más temeroso del mundo.
La vida pública de Hugo está vinculada íntimamente a las célebres vicisitudes del reinado de Luis el Piadoso. El nuevo soberano le guardó la confianza que había depositado en él Carlomagno y se convierte en un personaje prominente. Un hecho es revelador a este respecto. El 2 de septiembre 820, la reunión de una asamblea restringida al palacio de Quierzy le dio la ocasión de ver a Luis el Piadoso: aprovechando la circunstancia, hizo ratificar por el emperador, así como lo exigiera la ley, un intercambio de terrenos que había hecho con un establecimiento eclesiástico. Hizo consignar la operación inmobiliaria en un diploma y cuando necesitó testigos para certificar que la formalidad requerida se había observado, hubo no menos de veintinueve personas para poner su firma; entre las que figuraban diez condes incluidos Lambert, Gerold, y el condestable Adalbert; entre otras personalidades, se destaca Einhard, que cumplía función de mentor de Lotario, el hijo mayor de Luis el Piadoso. El mismo Carlomagno, cuando hizo su testamento, solo había tenido un testigo más que los que Hugo tuvo por este simple intercambio.
El brillante matrimonio de una de sus hijas fue determinante para su carrera: la rubia Ermengardis desposó a Lotario en Diedenhofen en el mes de octubre de 821. Desde hacía cuatro años ya, el joven Lotario llevaba como su padre el título de emperador. Hugo se convirtió en el principal consejero de su yerno y ejerció sobre él un ascendente muy fuerte. Lotario asignó a Ermengardis como dote un bien situado en Erstein que acababa de recibir como donación de su padre Luis el Piadoso; así en caso de viudez, podría retirarse a Alsacia donde su familia paterna era poderosa. Otra alianza contribuyó a consolidar firmemente la influencia del conde de Tours cerca del trono: dio, en una fecha no precisada, a Adelais, otra de sus hijas, al conde Conrado, el hermano mayor de la emperatriz Judith, segunda esposa de Luis el Piadoso; Conrado a su vez se convirtió en un consejero del emperador. Según una hipótesis bastante probable, otra hija de Hugo, de nombre de Bertha, se habría casado, hacia 819 terminus ad quem, con Girard, conde de París, que también prometía un alto destino: se convertirá en Girard de Roussillon.
Se ve a Hugo ejercer funciones importantes en 824, en la campaña victoriosa llevada contra los bretones. El ejército franco se divide en tres cuerpos, el primero comandado por Luis el Piadoso, el segundo por Pipino, rey de Aquitania; el tercero por Luis, rey de Baviera. Hugo y Helisachar, otro miembro del gobierno, habían sido colocados a los flancos de Pipino. El año siguiente, Lotario fue oficialmente asociado al gobierno por su padre, ascensión que no podía sino ser beneficiosa para Hugo, su suegro.
En 826, Luis el Piadoso oficia una gran ceremonia en Maguncia en ocasión del bautismo de Harald Klak, el rey de los daneses. En el cortejo de personalidades que van a la iglesia después del bautismo, la emperatriz Judith que ocupa el cuarto rango, es conducida por Hugo y por Matfried, conde de Orléans. Impresionan por su alta envergadura y su pompa: sobre la cabeza llevan coronas y sus ropas son de hilo de oro. Entre los grandes laicos, Hugo y Matfried, su colega, ocupan el primer lugar en la corte. La presencia de Hugo al lado de Judith no es sino una ilusión sobre sus sentimientos recíprocos. Como ocurre a menudo en estas ceremonias, la manifestación pública encubría una oposición secreta. Con toda su voluntad, esta mujer estaba tratando de asegurar el futuro de Carlos, su hijo, obteniéndole un reino que lo pondría en igualdad de condiciones con los hijos del primer matrimonio de Luis el Piadoso. El débil Lotario había dado su consentimiento. Pero Hugo y Matfried, mejores defensores de sus intereses que él mismo, lo convencieron del error político que cometería. Lotario se opuso en adelante a la constitución de un reino para Carlos. Se plantaba así el germen de un conflicto.
El mismo año los godos de la Marca Hispánica, exasperados por los abusos de poder de los administradores francos, se sublevan. Los rebeldes apelaron a la ayuda del emir de Córdoba que envió, en 827, un ejército dirigido por el general Ubayd Allah, llamado Abu Marwan. Por orden de Luis el Piadoso, se dirigieron fuerzas muy importantes hacia España bajo la orden de Pipino, rey de Aquitania, a las que se unieron Hugo y Matfried. Ahora bien, este ejército fue con tanta lentitud que los moros tuvieron todo el tiempo para devastar sistemáticamente las campañas de las regiones de Barcelona y Gerona.
Las ciudades fueron afortunadamente defendidas por el conde Bernardo de Septimania. Cuando los francos llegaron por fin, las tropas musulmanas ya habían vuelto a entrar, intactas, a Zaragoza. Los francos eran un pueblo belicoso y tenían sentido del honor militar; en derecho germánico, la cobardía delante del enemigo implicaba la pena de muerte y la confiscación de los bienes del culpable. Fue pues un escándalo sin precedentes y la opinión pública reclamó el castigo de los responsables. El caso fue sometido ante la asamblea que tuvo sede en Aquisgrán, en febrero de 828. Después de una investigación exhaustiva Hugo y Matfried fueron declarados culpables de cobardía. Enfrentarían la pena de muerte, pero en su bondad, Luis el Piadoso los agracia, limitándose a retirarles los «honores» que les había dado. De los honores del conde Hugo, se conoce con certeza el condado de Tours, pero como grande, poseía ciertamente otros, quizá el rico monasterio de mujeres de Saint-Julien d'Auxerre. Hugo pagó un precio relativamente barato, pero fue estigmatizado con el apodo de timidus (temeroso).
A partir de la condena pronunciada en Aquisgrán, la situación va a deteriorarse rápidamente. La corte se convierte en centro de disputas: Hugo y Matfried no se resignan a su desgracia e intrigan; personajes mundanos, gozan de gran crédito ante la aristocracia franca. Hecho capital, Lotario mantiene su confianza en ellos. Judith por su parte está en contacto con Bernardo de Septimania, que salvó a Cataluña y que parece ser el hombre fuerte en quien podrá apoyarse. Finalmente en agosto 829, Luis el Piadoso, empujado por su mujer se deshace de Lotario enviándolo a gobernar Italia, y nombró a Bernardo de Septimania chambelán (camerarius), dándole prácticamente plenos poderes; el pequeño Carlos se convertía en rey y recibía, durante una asamblea celebrada en Worms, Alsacia, Alamania, Rhætia, un fragmento de Borgoña, lo que corresponde al menos aproximadamente a los futuros ducados reunidos de Suabia y Alsacia.
Esta última medida afectará especialmente a Hugo. El conde de Tours tenía en efecto importantes posesiones en Alsacia de la cual su familia era originaria y se preocupaba en administrar bien esta fortuna terrateniente. Los vínculos que unen a Hugo a la tierra antes controlada por su familia se traducen en el nombre de Liutfrid otorgado a uno de sus hijos. Hugo debía ver con viva inquietud que el ducado de Alsacia, hasta entonces comprendido en la parte que debía pertenecer un día a su yerno Lotario, pasara a la parte de Carlos.
Llamado al gobierno en tales condiciones, Bernardo de Septimania no podía sino suscitar la hostilidad de los amigos y colaboradores de Hugo, Matfried y Lotario. Los redujo a la obediencia o los despidió, distribuyendo los cargos a sus fieles.  Ahora bien entre los destituidos, se encontraba el abad de Corbie, Wala, cuñado de Bernardo de Septimania y primo de Carlomagno, que era la personalidad política más fuerte del gobierno de Luis el Piadoso. Las maquinaciones de Hugo y Matfried, no solamente no fueron paradas por estas medidas, sino que se extendieron a la gran mayoría de la aristocracia imperial que se sentía atacada. Wala sobre todo desplegó una extraordinaria energía: una intensa propaganda presentó la causa de Lotario como la de la unidad del Imperio.
La mayoría de los consejeros del emperador, en particular, Hilduin, el archicapellán, Jesse, obispo de Amiens y Helisachar, el antiguo archicanciller e incluso Pipino, rey de Aquitania, adhirieron a la conspiración. La convocatoria de las tropas en abril 830 para una nueva expedición contra los bretones proporciona la ocasión buscada. El ejército se alza; los conjurados, entre otros Hugo y Matfried, toman la dirección y marchan hacia la región parisina. Recogen una adhesión casi unánime. Mientras que Bernardo de Septimania escapa hacia Barcelona, Luis el Piadoso los enfrenta y cae en sus manos. Wala, Hugo y Matfried son los amos de la hora; a la espera de Lotario, que debía venir de Italia, arrancan a Judith la promesa de entrar a un convento y de comprometer a su marido a hacer lo mismo. El cálculo era ingenioso: se sabía que en su juventud, Luis había pensado efectivamente en hacerse monje. 
Pero Luis el Piadoso, si bien no estaba hecho para gobernar, no era un hombre sin voluntad. En la adversidad, sabía tomar decisiones. Escapa a estas maquinaciones. Cuando Lotario llega, una asamblea del Imperio se reúne en Compiègne. Luis restablece a los antiguos consejeros y devolvió a Lotario sus atribuciones de emperador asociado. Aunque no se conoce el detalle del tenor de esta asamblea, es cierto que al aprobar, en términos ambiguos por otra parte, la acción de los conjurados, Luis rehabilitaba a Hugo y Matfried. En realidad, Luis era mantenido por Lotario en un estado de libertad vigilada, y no sorprende que el gobierno no funcionara correctamente en estas condiciones. Según los dichos de Nithard, hombre bien informado (era sobrino de Luis el Piadoso) y de buen juicio, cada uno no buscaba sino su beneficio personal. Por medio de hábiles maniobras, Luis el Piadoso logró recuperar el poder. En el momento decisivo en la asamblea de Nimega, en octubre 830, Lotario, después de una noche de confabulación donde los suyos le suplicaron en vano romper con su padre, se somete. Todos los conspiradores partidarios de Lotario fueron acusados, aquellos que estaban presentes fueron arrestados.
Una nueva asamblea tuvo sede en Aquisgrán, en febrero 831, para juzgarlos: presentes o ausentes, los acusados fueron condenados a muerte por unanimidad; el mismo Lotario da su voto a esta sentencia, lo que no le evitó ser descartado de nuevo del poder imperial para ser devuelto al gobierno de Italia. Fiel a sus principios de clemencia, Luis el Piadoso conmuta las penas capitales en encarcelamientos y, en una asamblea celebrada en Ingelheim en mayo, devolvió a los condenados sus bienes personales y liberó a la mayoría de ellos. Así Hugo que había tenido por segunda vez una pena de muerte, de nuevo fue indultado.
Luis el Piadoso había sido restaurado, pero el orden político imperial se había hundido definitivamente. Los tres hijos del primer matrimonio de Luis, un momento enfrentados entre sí por las maniobras de Judith, se encuentran unidos en 833, toman prisionero a su padre en Champ du Mensonge. Lotario se propone ahora gobernar el imperio; de hecho, confiaba sobre todo en Hugo, Lambert y Matfried. Una vez más, Nithard los juzga muy severamente: no había cooperación entre los tres consejeros, cada uno de ellos quería ser el primer ministro, cada uno buscaba esencialmente su beneficio personal y descuidaba los asuntos de Estado. Nithard obviamente era un adversario de su primo Lotario, y en consecuencia propenso a juzgar sin indulgencia a los partidarios de este último, pero Wala no era menos severo en su consideración, así como nos lo transmite su amigo y biógrafo, Paschasius Radbertus: Una noche tarde, nos dice, los consejeros más importantes se sentaron en un pequeño comité en torno a Lotario y se repartieron el imperio entero (se trata de los honores y beneficios civiles y eclesiásticos del imperio). No tuvieron en cuenta ni las prerrogativas de los parientes (alusión a los hermanos de Lotario), ni la igualdad entre grandes, ni la multitud de nobles, ni los fieles merecedores, ni la dignidad de las iglesias, ni el respeto debido a Dios. Wala entra inesperadamente. Muy avergonzados, los consejeros le ofrecen una parte de la distribución de riquezas y generan esta réplica mordaz: «¡Todo lo que han hecho hasta ahora está muy bien hecho salvo que no han dejado nada a Dios de lo que le corresponde y las disposiciones que han tomado no son aquellas de hombres de bien!» Después de este acontecimiento, Wala se entristeció cada vez más. Sus consejos no eran escuchados, la codicia de los avaros triunfaba, el Estado se degradaba. Confirmando el juicio de Nithard, fustiga sin nombrarlos a Hugo, Matfried y Lambert como viles políticos, únicamente preocupados de servirse. Pone de manifiesto también que no se podría calificar a Wala, a Hugo y a Matfrid de amigos íntimos, aunque pertenecieran al mismo partido. Wala que había sido el principal colaborador de Carlomagno al final de su reinado, no podía sino despreciar a los hábiles aprovechadores del entorno inmediato de Lotario.
En estas condiciones, el mismo cambio de opinión sucedido cuatro años antes se produjo de nuevo en favor de Luis el Piadoso, que subió al trono en abril de 834, gracias a la ayuda de sus hijos Pipino y Luis el Germánico. Esta vez Lotario intentó defender su causa pero cuando, no lejos de Blois, se vio enfrentado a las fuerzas reunidas de su padre y sus hermanos, se desplomó estrepitosamente. Una embajada enviada por Luis el Piadoso fue a su encuentro; Badurad, obispo de Paderborn, le ordenó separarse de sus seductores impíos y presentó a los negociadores propiamente dichos. El acuerdo fue alcanzado.
Lotario y Hugo, a continuación, Matfried y otros culpables principales se arrojaron a los pies de Luis el Piadoso, que estaba sentado en su tienda de campaña, luego se levantaron y reconocieron que habían pecado gravemente contra él. Lotario tuvo que jurar ya no reincidir, ser en adelante obediente, viajar a Italia y no salir sin la autorización de su padre, ni mezclarse en los asuntos del imperio. Sus partidarios también tuvieron que hacer un juramento.
Acto seguido, Luis el Piadoso concede el Reino de Italia a Lotario.
A los otros culpables, les dio la gracia de la vida, no los mutila y les deja sus bienes propios. Incluso les mantuvo los beneficios otorgados oportunamente por él. Por último, los que deseaban podían seguir a Lotario a Italia pero en este caso perdían, al parecer, sus bienes.
Efectivamente, la mayoría elige el camino del exilio, guiados o por un sentimiento de dignidad, o más bien por pensar que un día Lotario sucedería a su padre. En particular, fueron Hugo, Matfried, Lambert, Wala, por nombrar los más conocidos. Esta gran salida impresionó mucho a los contemporáneos. Su ausencia privaba, se decía, a Francia de su nobleza y su virtud militar. Lotario que residía generalmente en Pavía, constituyó un gobierno, dotó a su entorno con bienes en Italia del Norte.
Así, en 836 asignó a Ava, esposa de Hugo, el fisco de Locate al sur de Milán. No hay duda de que él y su esposa se instalaron, ya que Hugo fue llamado por este dominio Ducis de Locate. Hugo que era calificado de conde en la Galia franca, ahora es llamado duque, título legado por la administración lombarda y aplicado en Italia a grandes personajes. Había llevado consigo a su esposa Ava y a sus hijos Liutfrid y Hugo. Este último murió en la flor de su juventud, poco después de su llegada a Italia y fue enterrado en Milán en la cripta de la Basilica di Sant'Ambrogio. A petición de su esposa Ermengardis, hermana del difunto, Lotario donó a Sant'Ambrogio el dominio de Limonta en las orillas del lago de Como.

## Su muerte
En el mes de septiembre del año 837, una grave epidemia afectó a la corte de Lotario. Muchas personas famosas fallecieron, en particular, Jesse que había sido obispo de Amiens, Elias que había sido obispo de Troyes, Matfried de Orléans, Lambert de Nantes y Hugo de Tours. Este último murió el 20 de octubre de 837. La muerte de estos personajes, que ya había sido precedida por la de Wala, tuvo una gran repercusión. Se lamentaba afirmando que la inteligencia del país de los Francos había sido devastada por esta pérdida. De acuerdo con el monje que escribió los Annales Fuldenses, de estas personas fallecidas Lambert y Hugo eran los más importantes.
A Luis el Piadoso este acontecimiento dio la ocasión de mostrar su alma verdaderamente cristiana: no solamente no se alegra internamente enterándose de la desaparición de los que le habían hecho tanto mal, sino dándose golpes de pecho y con los ojos llenos de lágrimas, pidió a Dios les sea favorable. Convertida en viuda, Ava llevó una vida muy religiosa y murió el 4 de septiembre de 839. Hugo y Ava dejaron sus bienes de Locate a la Basilica di San Giovanni Battista de Monza; fueron inhumados como benefactores en el ábside de la capilla Santa María. Sobre su doble tumba, un epitafio recordaba que habían enriquecido esta iglesia: 
“DUX JACET QUID UGO CONIUX SIMUL ABBA SEPULCRO TEMPLUM BAPTISTAE DITARUNT UXOR ET ISTE”
Hugo el Tímido es el más famoso y mejor conocido de los Eticónidas. Fue calificado como «alma condenada de Lotario». Es de un tipo bastante común en la vida política de todos los tiempos: agradable, amante de la pompa, mundano, táctico inteligente, principalmente preocupado por sus intereses personales y los de su familia; por otra parte, bastante desprovisto de la capacidad de estadista y liderazgo militar.
Por una ironía del destino; este hombre bastante despreciable se convirtió en un héroe de relato piadoso: el recuerdo de Hugo y Ava en efecto se había mantenido en Niedermünster del cual habían sido los benefactores y se había convertido en leyenda. Esta leyenda aparece por primera vez en 1197 sobre la inscripción de una cruz-relicario poseída por la abadía. Fue registrada por escrito en 1439 en un opúsculo inédito, titulado Itinerarium qualiter sancta Crux cum ceteris reliquis pervenerit ad monasterium Inferioris Hohenburg.

## Posesiones en Alsacia
En 820, Hugo intercambió propiedades en cinco localidades en Alsacia por todas las posesiones de la abadía de Weißenburg en Dettweiler (Dettunuuilari), en el Zorn superior, las cuales incluían «XIII granjas y todo lo que les perteneciera, con excepción de la mancipia». Dos de las propiedades estaban localizadas en los pueblos del norte de Alsacia Preuschdorf (Bruningesuuilare), donde Hugo cedió veintitrés jurnales de tierras de cultivo y cinco carretadas de heno, y Niederbronn (Brunnon), donde se reservó para sí mismo la iglesia local pero cedió su propiedad forestal y los edificios, mancipia, pasturas, tierra y agua que le pertenecían. 
La propiedad forestal sería la parte de Hugo del mismo bosque señorial donde casi un siglo antes el duque Liutfrid se había encontrado con el abad de Weißenburg para confirmar que su padre, el duque Adalbert, había ordenado que nueve de los hombres del duque, quienes residían en propiedad donada en Preuschdorf (Bruningouilla) y Görsdorf (Gaerlaigouilare), debían rendir «deudas que nos corresponden por la ley, de manera que ni nosotros ni nuestros subordinados requiramos en ningún momento freta, stuafa, o haribanno (multas e impuestos), salvo que descagaran este pago al monasterio».
Las otras tres estaban localizadas en Walf (Ualabu), donde Hugo transfirió a los monjes tres granjas, veinticuatro jurnales de tierras de cultivo y el distrito forestal del lugar; y en Barr (Barrem) y Fröschweiler (Froscheim), donde cedió el control de sus viñedos. Las tres localidades estaban cerca de la vieja fundación de los Eticónidas de Hohenburg y estaban agrupadas fuertemente alrededor de Burgheim, donde el duque Liutfrid había donado una vez propiedad a Weißenburg. 
Con excepción de un deseo declarado de adquirir una explotación concentrada, la carta da poca información sobre las razones para el intercambio. Hugo podría haber tenido un ojo en Erchanger († 864), el conde de Luis el Piadoso en Alamannia occidental quien, dos años más tarde, con la bendición del emperador, intercambió algunas de sus posesiones alsacianas, la mayoría cerca de Estrasburgo, por propiedades pertenecientes a la diócesis de Estrasburgo en el viejo pueblo eticónida de Blienschweiler. 
Cualesquiera que fueran las motivaciones de Hugo, la transacción debe haber sido importante para él porque la utilizó para publicitar sus intereses en Alsacia en una Asamblea imperial. En Quierzy, este intercambio esencialmente privado fue ratificado por el emperador y confirmado por veintinueve testigos, que incluían al obispo de Estrasburgo, el abad Einhard, un pariente llamado Etih, y diez condes de diversas partes del Imperio. El intercambio fue luego sometido a la implementación y aprobación local: en Niederbronn la transferencia fue supervisada por dos lugareños y atestiguada por otros once; los arreglos en Preuschdorf fueron supervisados por once lugareños y atestiguados por once más; y las provisiones en Barr y Fröschweiler fueron instituidas por tres lugareños.

## Descendencia
El matrimonio de Hugo con Ava (también Aba / Abba) se infiere del testamento de su yerno, Girard de Roussillon. De esa unión tuvieron los hijos que siguen: 
1. Ermengardis/Irmgard († 20 de marzo de 851); casada en 821, en Diedenhofen, con Lotario I, emperador de Francia Media († 29 septiembre de 855, en Prüm), de la Dinastía carolingia. La emperatriz recibe como Morgengabe de su marido la localidad de Herinstein, en Alsacia, donde funda en 849 la célebre abadía de  Erstein. No solo confirma el emperador esta donación, sino que además concede a esta nueva comunidad de religiosas la tierra de Gertweiler.[45] Ermengardis fue enterrada en esta abadía.
2. Adelais/Aelis († después de 866); casada en primeras nupcias con Conrado I el Viejo († después de 862); conde de Auxerre, conde de París, miembro de la Dinastía Welf y hermano de la emperatriz Judith, segunda esposa de Luis el Piadoso y de la reina Emma, esposa de Luis el Germánico. Adelais se casa de nuevo, en 864, con Roberto el Fuerte († 866); conde en Wormsgau, conde de Tours y conde de París, fundador de la Dinastía Robertina, de la cual descienden los Reyes de Francia.
3. Bertha; ∞ Girard de Roussillon; conde de  París, conde de Vienne; (Dinastía Gerhardiner).
4. Hugo († antes de 25 enero de 835); enterrado en Sant'Ambrogio en Milán.[46]
5. Liutfrid III († 865/866); illustris comes, señor de Monza, 849 abad laico de Münster-Granfelden.

## Leyenda

### Hugo acusado de conspirar contra Carlomagno
Es en su corte que el emperador Carlomagno ve regularmente un señor piadoso, leal y fiel: Hugo al que algunos también llaman Hugo de Borgoña, aunque esta denominación es incorrecta: tiene de hecho bienes en Borgoña, pero no parece duque de esa región. Personas como él están expuestas a los celos y a la calumnia. Sus opositores lo acusan de conspirar contra el emperador. Como combinan a sus mentiras juramentos solemnes, Carlomagno condenó injustamente a este caballero a ser decapitado. Hugo es llevado al patíbulo, el verdugo levanta su espada y no pasa nada, sino que el brazo de dicho verdugo permanece en el aire, completamente paralizado. Esto solo es un aplazamiento, ya que habrá otro intento. Pero sucede el mismo contratiempo a este verdugo y a todos aquellos que se envían para dar a muerte al que se cree un delincuente. Carlomagno se impacientó y tomó él mismo la espada. Se encuentra también congelado en la misma postura. Así, entiende que Hugo es inocente y pide el perdón del conde Hugo, que es llevado en triunfo al palacio. Carlomagno no sabiendo cómo reparar su injusticia le otorga la gracia de hacer una petición. Pero el conde que es un hombre piadoso no desea ni tesoro ni castillo, sino solamente una caja conteniendo preciosas reliquias, que el emperador había recibido de un obispo de Jerusalén llamado Fortunatus, en 799. Carlomagno no quiere separarse de las reliquias pero lo prometido es deuda. La caja se convierte en así en propiedad del conde Hugo. Ahora bien, el conde repentinamente se siente indigno de poseerla. Pide una cruz en oro, plata y pedrerías, para encerrar las preciosas reliquias. La embala bien para protegerla contra las inclemencias, con algunos libros de gran valor, sobre la espalda de un camello, mientras que su mujer Ava suspende del cuello del camello una campana de tintineo muy puro.

### El camello se detiene en Niedermünster

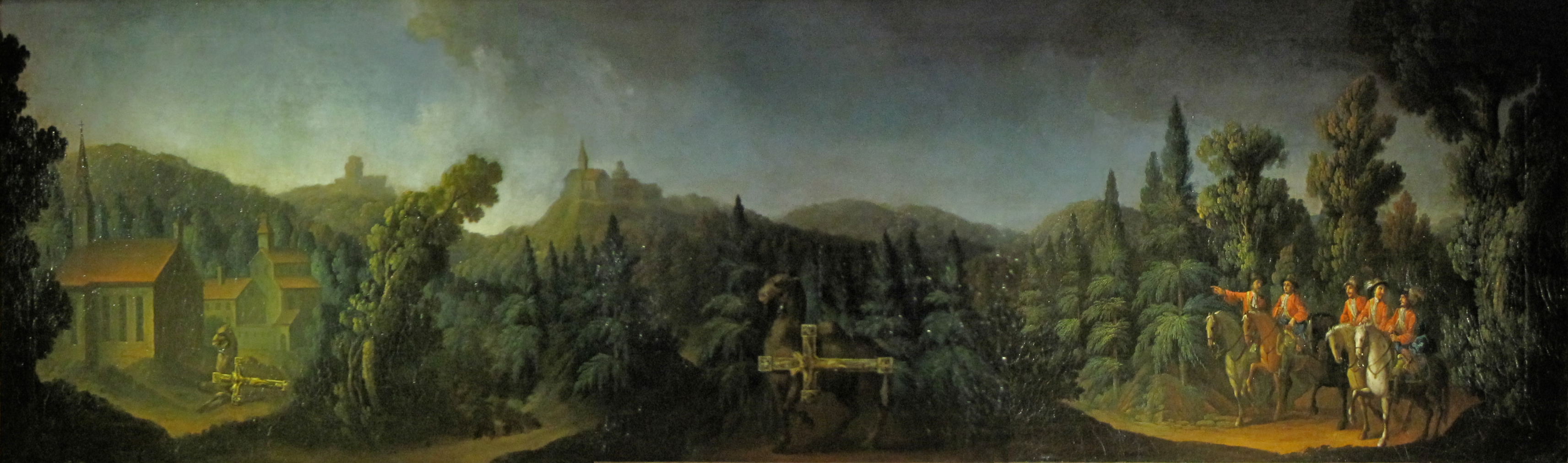
Representación de la fundación legendaria de la abadía de Niedermünster

Un manuscrito del padre jesuita Lyra (Historia de antiqua cruce Molshemensi, 1671) informa que Hugo, que había sido acusado de traición a Carlomagno, iba a ser decapitado pero se probó completamente inocente. Para compensar esta injusticia, Carlomagno le dio en el año 802, un pedazo de la Santa Cruz, que había recibido en 799 de manos del Patriarca de Jerusalén, en Tierra Santa. Hugo, padre de Ermengardis, no encontrándose digno de poseer esta reliquia, la hizo insertar en un gran relicario con forma de cruz y la puso al cuello de un camello, mientras que su mujer había añadido un evangelio ricamente adornado. Se acordó que este don precioso permanecería y sería venerado donde la bestia se detuviese a voluntad. Con una campana al cuello y la escolta de cinco caballeros borgoñones, el camello salió de Borgoña, donde los padres de Ermengardis eran ricos propietarios, y finalmente llegaron a Alsacia, cerca de Sankt Nabor, a las puertas de Niedermünster, donde se detuvo el 7 de los idus de julio. Este es el lugar que se eligió para levantar la abadía de Niedermünster. Recibido con los brazos abiertos por las monjas, el camello se arrodilla para ser descargado. A partir de este momento, la gran cruz-relicario comienza a atraer a las muchedumbres. Los cinco caballeros entonces entienden que su misión se ha completado y vuelven a contarle al conde Hugo lo que presenciaron. Después de haber informado a su amo, venden todos sus bienes y regresan a Alsacia, y construyen no lejos de la abadía, una pequeña ermita con una capilla que dedican a San Jacobo. Según el humanista Hieronymus Gebwiler (1474-1545), los cinco borgoñones mueren en santidad y sus restos mortales fueron enterrados en la abadía de Niedermünster. Esta cruz-relicario se veneró en la abadía de Niedermünster hasta el siglo XVI, cuando la abadía fue devastada en la Guerra de los campesinos, y luego por dos incendios, en 1542 y 1572. Las reliquias se transfirieron a Molsheim, donde desaparecieron durante la Revolución.

### La reliquia de la Santa Cruz
Durante varios siglos, la reliquia de la Santa Cruz se rodea con un halo de misterio. Este famoso relicario habría contenido, entre otras reliquias no detalladas, lo siguiente: un brazo de San Blas y un brazo de San Dionisio, un fragmento de la prenda de vestir de la Virgen y de la madera de la verdadera cruz de Cristo (pars pretiosissimi ligni Dominici), su sangre (sanctissimi sanguinis) y el Santo Prepucio (id est caro preputii). Es pues delante de este relicario que durante varios siglos, hasta la Revolución, los habitantes de los alrededores, y también de todas partes, vienen a recogerse. En el incendio de la abadía de Niedermünster en 1542, las religiosas consiguen salvar esta preciosa reliquia. La primera mención de la existencia de la cruz de Niedermünster figura en un manuscrito datado en 1436 conservado en la Cartuja de Estrasburgo. Durante varios siglos, es el objeto de una entusiasta veneración en la abadía de Niedermünster. El 14 de noviembre de 1542, el monasterio es presa de las llamas y se transfiere la cruz a la abadía de Hohenburg situada sobre el Monte Santa Odilia. Este establecimiento a su vez se incendia en 1545 y, el obispo de Estrasburgo Erasmus Schenk von Limpurg integra la reliquia de la Santa Cruz al tesoro episcopal, en Saverne. Es en 1580, con la llegada de los Jesuitas a Molsheim, que el obispo Johann IV von Manderscheid-Blankenheim les dona la famosa cruz para darles prueba de su benevolencia. Los monjes la conservan en primer lugar en la capilla del antiguo Hospital, luego en la nueva iglesia del Colegio, más concretamente en la capilla archiducal, decorando el transepto (actual capilla de San Ignacio). El 26 de septiembre de 1793, el comisario revolucionario Nestling, alcalde de Molsheim durante algunos meses, se apodera de la cruz cuyo metal precioso se suministra a la Casa de la Moneda de Estrasburgo.